# Egonomia
Il concetto di Egonomia è stato introdotto da Thomas Schelling nel 1978, nel suo discorso alla American Economic Association. In particolare Schelling era interessato, ai modi in cui le persone cercano di fare, o evitare di fare, particolari attività - i trucchi che giocano con sé stessi, al fine di evitare di prendere decisioni spiacevoli o difficili. Alcuni degli esempi che dava sono: mettere la sveglia dall'altra parte della stanza in modo che non può essere disattivata senza alzarsi dal letto, regolare indietro l'orologio di pochi minuti per evitare di essere costantemente in ritardo, salvare automaticamente delle somme di denaro in banca prima di Natale per rendere più facile il risparmio e renderlo meno facilmente accessibili durante il resto dell'anno. Mettere le cose fuori portata, o l'auto-promessa di una piccola ricompensa, o abbandonarsi all'autorità di un amico fidato, sono I trucchi menzionati da Schelling per la gestione del sé. 
Utilizzando il fumo di sigaretta come esempio, Schelling ipotizza che i comportamenti di dipendenza mostrano un'anomalia riguardante la teoria del consumo in quanto i consumatori che fumano ottengono una soddisfazione negativa consumando qualcosa per cui spendono molti soldi. In altre parole, nonostante la negativa connotazione a livello sociale, le conseguenze negative sulla salute, e le conseguenze finanziarie, le persone continuano a mettere in atto questi comportamenti. Il modo in cui alcune persone possono terminare la dipendenza è, tra le altre tattiche, pagando per il supporto di professionisti o di cliniche specializzate. Il suggerimento è che sia per i comportamenti positivi (risparmio regolare, esercizio fisico, rispetto delle scadenze) che per i comportamenti "negativi" , come il fumo di sigaretta, il consumatore troverà il modo di gestire sé stesso, attraverso l'auto-ricompensa o l'auto-intimidazione. 
Al centro dell'Egonomia vi è l'idea che all'interno di ogni persona esistono due sé: il sé futuro e il sé presente (o passato), sempre in contrasto, portando spesso ad una sorta di dissonanza cognitiva tra i due. Entrambi i sé esistono dentro di noi e sono ugualmente validi, ma non sono sempre attivi nello stesso momento.  È un conflitto in corso tra un desiderio immediato e un obiettivo a lungo termine.

## Altri significati del termine
Gandhi nella sua teoria economica immaginata nel suo swadeshi, distingueva l'"egonomia" intesa ad assicurare i profitti personale ovvero l'ego degli amministratori , dalla vera "economia" intesa a soddisfare i bisogni della repubblica comunitaria.